# Atletismo nos Jogos Pan-Americanos de 2023 - 800 m masculino
A competição de 800 metros masculino do atletismo nos Jogos Pan-Americanos de 2023 foi disputada em 3 e 4 de novembro no Parque Deportivo Estadio Nacional, em Santiago, no Chile. No total, competiram 18 atletas de 11 Comitês Olímpicos Nacionais (CON).

## Calendário
Horário local (UTC-4).
| Data          | Horário | Fase      |
| ------------- | ------- | --------- |
| 3 de novembro | 19:45   | Semifinal |
| 4 de novembro | 19:10   | Final     |

## Medalhistas
| Ouro   | VEN José Maita          |
| Prata  | MEX Jesús Tonatiú López |
| Bronze | JAM Navasky Anderson    |

## Recordes
Antes desta competição, os recordes mundiais e dos Jogos Pan-Americanos da prova eram os seguintes:
| Tipo                             | Atleta        | Tempo   | Local   | Data                 |
| -------------------------------- | ------------- | ------- | ------- | -------------------- |
|                                  | David Rudisha | 1:40.91 | Londres | 9 de agosto de 2012  |
| Recorde dos Jogos Pan-Americanos | Marco Arop    | 1:44.25 | Lima    | 10 de agosto de 2019 |

## Resultados

### Semifinal
Qualificação: Os dois primeiros em cada bateria (Q) e os próximos dois mais rápidos (q) se classificaram para a final.
Estes foram os resultados:
| Pos. | Bateria | Atleta              | Nacionalidade            | Tempo   | Notas |
| ---- | ------- | ------------------- | ------------------------ | ------- | ----- |
| 1    | 3       | Chamar Chambers     | PAN Panamá               | 1:46.99 | Q     |
| 2    | 3       | Ryan López          | VEN Venezuela            | 1:47.22 | Q     |
| 3    | 3       | John Rivera Jr      | PUR Porto Rico           | 1:47.42 | q     |
| 4    | 1       | Navasky Anderson    | JAM Jamaica              | 1:47.51 | Q     |
| 5    | 3       | Ferdy Agramonte     | DOM República Dominicana | 1:47.55 | q     |
| 6    | 1       | Ryan Sánchez        | PUR Porto Rico           | 1:47.59 | Q     |
| 7    | 1       | Abraham Alvarado    | USA Estados Unidos       | 1:47.72 |       |
| 8    | 3       | Eduardo Moreira     | BRA Brasil               | 1:48.37 |       |
| 9    | 3       | Derek Holdsworth    | USA Estados Unidos       | 1:48.41 |       |
| 10   | 2       | Jesús Tonatiú López | MEX México               | 1:48.65 | Q     |
| 11   | 1       | Stephen Evans       | CAN Canadá               | 1:48.98 |       |
| 12   | 2       | José Maita          | VEN Venezuela            | 1:49.12 | Q     |
| 13   | 2       | Leandro Prates      | BRA Brasil               | 1:49.47 |       |
| 14   | 1       | Marco Vilca         | PER Peru                 | 1:49.55 |       |
| 15   | 2       | Zakary Mama-Yari    | CAN Canadá               | 1:49.71 |       |
| 16   | 2       | Rafael Alonso Muñoz | CHI Chile                | 1:49.96 |       |
| 17   | 2       | Dennick Luke        | DMA Dominica             | 1:50.17 |       |
| 18   | 1       | Luis Peralta        | DOM República Dominicana | 1:55.74 |       |

### Final
Estes foram os resultados:
| Pos. | Raia | Atleta              | Nacionalidade            | Tempo   | Notas           |
| ---- | ---- | ------------------- | ------------------------ | ------- | --------------- |
| 01 ! | 3    | José Maita          | VEN Venezuela            | 1:45.69 | Recorde pessoal |
| 02 ! | 6    | Jesús Tonatiú López | MEX México               | 1:46.04 |                 |
| 03 ! | 4    | Navasky Anderson    | JAM Jamaica              | 1:46.40 |                 |
| 4    | 7    | John Rivera Jr      | PUR Porto Rico           | 1:46.73 |                 |
| 5    | 5    | Ryan Sánchez        | PUR Porto Rico           | 1:47.07 |                 |
| 6    | 8    | Chamar Chambers     | PAN Panamá               | 1:47.84 |                 |
| 7    | 2    | Ryan López          | VEN Venezuela            | 1:48.06 |                 |
| 8    | 1    | Ferdy Agramonte     | DOM República Dominicana | DNF     |                 |

Legenda
| Recorde mundial                  | Recorde mundial (World record)               |                       | Recorde africano                      | Recorde africano (African) |                                           | Q | Classificado por posição (Qualified) |
| Recorde dos Jogos Pan-Americanos | Recorde pan-americano (Pan-American record)  | Recorde da América    | Recorde da América (Americas)         | q                          | Classificado por melhor tempo (Qualified) |   |                                      |
| Melhor marca do ano              | Melhor marca do ano (World leading)          | Recorde asiático      | Recorde asiático (Asian)              | DNS                        | Não largou (Did not start)                |   |                                      |
| Recorde nacional                 | Recorde nacional (National record)           | Recorde europeu       | Recorde europeu (European)            | DNF                        | Não terminou (Did not finish)             |   |                                      |
| Recorde pessoal                  | Recorde pessoal do atleta (Personal best)    | Recorde da Oceania    | Recorde da Oceania (Oceania)          | DSQ / DQ                   | Desclassificado (Disqualified)            |   |                                      |
| Recorde da temporada             | Recorde da temporada do atleta (Season best) | Recorde sul-americano | Recorde sul-americano (South America) | NM                         | Sem marca (No mark)                       |   |                                      |